# 鎌倉女子大学中等部・高等部
鎌倉女子大学中等部・高等部（かまくらじょしだいがくちゅうとうぶ・こうとうぶ）は、神奈川県鎌倉市岩瀬にある私立中高一貫校。男女別学（女子校）である。
学校法人鎌倉女子大学が運営。同法人は、鎌倉女子大学幼稚部（共学）・鎌倉女子大学初等部（共学）・鎌倉女子大学短期大学部（女子校）・鎌倉女子大学（女子校）・鎌倉女子大学大学院（女子校）も経営している。
中等部は初等部出身者とクラスが混合されている。高等部は進学コースのみ中等部出身者とクラスが混合されており、特進コースは高等部からの募集はされてない。

## 概要
鎌倉女子大学の併設校。

## 沿革
- 1943年（昭和18年） - 横浜市神奈川区に、京浜女子家政理学専門学校を設立。
- 1946年（昭和21年） - 鎌倉市岩瀬の現在地に校舎を得て、戦後の学園再建を始める。
- 1948年（昭和23年） - 京浜女子家政理学専門学校附属中学校を設立。
- 1950年（昭和25年） - 鎌倉市岩瀬に京浜女子短期大学（家政科・保健科）を設立。京浜女子短期大学附属高等学校・同附属幼稚園を設立。
- 1951年（昭和26年） - 京浜女子短期大学附属小学校を設立。
- 1959年（昭和34年） - 京浜女子大学家政学部家政学科を設立。
- 1975年（昭和50年） - 学校法人京浜大学を設立。
- 1989年（平成元年） - 法人名及び運営学校名を、それぞれ学校法人鎌倉女子大学・鎌倉女子大学・鎌倉女子大学短期大学部・鎌倉女子大学高等部・同中等部・同初等部・同幼稚部と名称変更[1]。
- 2003年（平成15年） - 大船キャンパス開設に伴い、岩瀬キャンパスの施設をリニューアル。
- 2008年（平成20年） - 中等部に6年一貫の難関大学を目指す特進コースを開設。
- 2021年  (令和3年)   -中等部・高等部　新校舎を建設[2]。
- 2023年（令和5年） - 2026年度より、中等部と高等部の男女共学化実施を発表[3]。

## 事故
2010年5月、高等部で陸上部の部員が投げたハンマーが別の生徒にあたり、頭蓋骨骨折などの重傷や高次脳機能障害などの後遺症が負われる事故が発生
し、陸上部顧問の男性教諭に業務上過失致死傷罪の容疑で罰金50万円が命じられた
。男性教諭は投てき範囲に別の部員が進入しないよう注意を呼び掛けるなどの義務を怠り練習を継続したほか、その場にいて女子生徒が近づいているのに気付いていたが、声を掛けたり、投てきを止めたりしなかったという。

## 著名な出身者
- 沢田雅美（女優）高等部中退[7]
- 京三紗（宝塚歌劇団専科女役）[8]
- 岡本英子（立憲民主党神奈川県2区総支部長）
- 上坂すみれ[9]（声優）初等部卒[10]

## 交通
出典：
- JR根岸線本郷台駅 徒歩約15分。
- JR東海道線・横須賀線・湘南モノレール線大船駅笠間口からバス約10分「鎌倉女子大前」下車すぐ。公田団地行／本郷台駅行／本郷車庫行／上之行／みどりヶ丘行／桜木町駅行／上大岡駅行／金沢八景行／横浜駅行等
- 京急線上大岡駅または金沢八景駅からバス大船駅行にて「鎌倉女子大前」下車すぐ。